# Авакян Артавазд Аршакович
Артава́зд Арша́кович Авакя́н (21 липня 1907 — 16 листопада 1966) — радянський агробіолог, член-кореспондент АН СРСР (з 1946), дійсний член Всесоюзної академії сільсько-господарських наук імені Леніна (з 1948).

## Сфера інтересів
Вивчав різні питання розвитку рослин: стадійний розвиток, вегетативну гібридизацію, процес запліднення, біологію гіллястої пшениці. Опрацьовує проблему перетворення природи рослин.
Сталінські премії 1941, 1951.